# Angelo de Feo
Angelo de Feo (...) è un giocatore di football americano svizzero che gioca nel ruolo di kicker per i Bienna Jets.